# Interstate 40
Interstate 40 eller I-40 är en väg, Interstate Highway, i USA. Den går nästan genom hela landet och mäter därför 4112.03 kilometer.

## Externa länkar

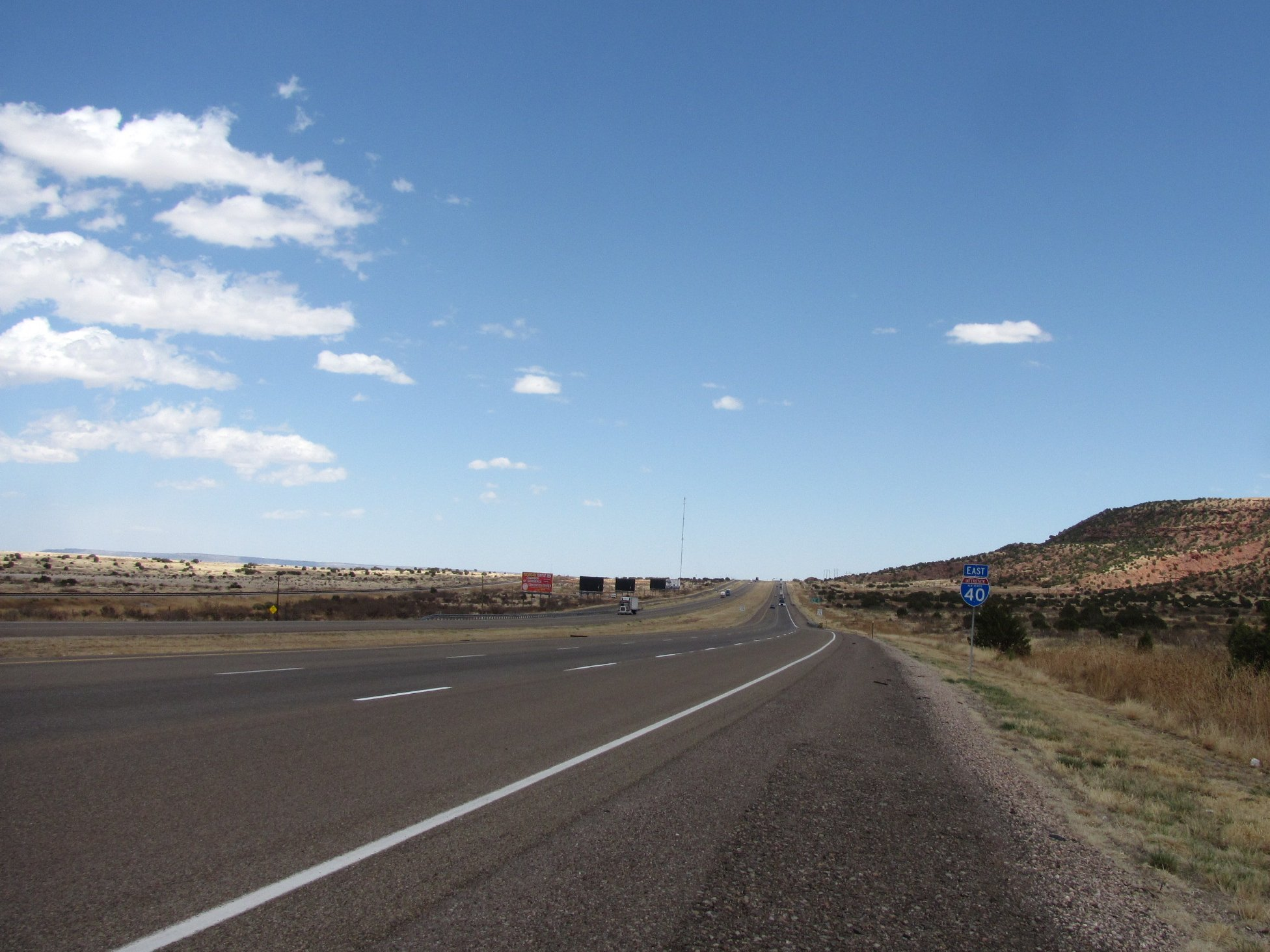

## Delstater som vägen går igenom
- Kalifornien
- Arizona
- New Mexico
- Texas
- Oklahoma
- Arkansas
- Tennessee
- North Carolina